# هارون سميث (كاتب)
هارون سميث (بالإنجليزية: Aaron Smith)‏ هو كاتب أسترالي، ولد في 1969 في المملكة المتحدة.